# Прутівська сільська рада (Романівський район)
Прутівська сільська рада — колишня адміністративно-територіальна одиниця та орган місцевого самоврядування у Червоноармійському (Пулинському), Довбишському (Мархлевському, Щорському), Романівському (Дзержинському) районах Волинської округи, Київської й Житомирської областей Української РСР та України з адміністративним центром у с. Прутівка.

## Населені пункти
Сільській раді підпорядковані населені пункти:
- с. Прутівка
- с. Білки
- с. Жовтий Брід
- с. Костянтинівка
- с. Новопрутівка
- с. Новохатки

## Населення
Кількість населення ради станом на 1923 рік становила 2 092 особи, кількість дворів — 368.
Кількість населення сільської ради станом на 1924 рік становила 1 016 осіб.
Відповідно до результатів перепису населення СРСР, кількість населення ради станом на 12 січня 1989 року становила 783 особи.
Станом на 5 грудня 2001 року, відповідно до перепису населення України, кількість мешканців сільської ради становила 721 особу.

## Склад ради
Рада складалася з 15 депутатів та голови.

## Історія
Створена 1923 року в складі сіл Білки, Гута-Осична (згодом — Осично), Протівка (Прутівка) та колонії Прутівка Пулинської волості Житомирського повіту Волинської губернії. 1 вересня 1925 року в кол. Прутівка (згодом — Новопрутівка) утворена окрему Прутівську (згодом — Ново-Прутівська) німецьку сільську раду Довбишського району. На 1 жовтня 1941 року с. Осичне значилося у підпорядкованні Шереметівської сільської ради Щорського району Житомирської області.
Станом на 1 вересня 1946 року сільська рада входила до складу Довбишського району Житомирської області, на обліку в раді перебували села Білки та Прутівка.
11 серпня 1954 року, відповідно до указу Президії Верховної ради Української РСР «Про укрупнення сільських рад по Житомирській області», підпорядковано с. Костянтинівка ліквідованої Костянтинівської та села Новопрутівка й Новохатки ліквідованої Ново-Прутівської сільської ради Довбишського району. 29 квітня 1958 року, відповідно до рішення Житомирського облвиконкому «Про внесення змін в адміністративно-територіальний поділ Дзержинського і Ємільчинського районів», підпорядковано с. Жовтий Брід Соболівської сільської ради Дзержинського району.
На 1 січня 1972 року сільська рада входила до складу Дзержинського району Житомирської області, на обліку в раді перебували села Білки, Жовтий Брід, Костянтинівка, Новопрутівка, Новохатки та Прутівка.
Виключена з облікових даних 17 липня 2020 року. Територію та населені пункти ради, відповідно до розпорядження Кабінету Міністрів України № 711-р від 12 червня 2020 року «Про визначення адміністративних центрів та затвердження територій територіальних громад Житомирської області», включено до складу Романівської селищної територіальної громади Житомирського району Житомирської області.
Входила до складу Червоноармійського (Пулинського, 7.03.1923 р., 17.10.1935 р.), Довбишського (Мархлевського, Щорського, 1.09.1925 р., 14.05.1939 р.) та Романівського (Дзержинського, 28.11.1957 р.) районів.